# Joel Esteban
Joel Esteban (* 7. August 2005 in Barcelona) ist ein spanischer Motorradrennfahrer.

## Karriere
2021 startete Esteban im European Talent Cup für das Igaxteam. Als Dritter fuhr er bei seinem Debüt gleich aufs Podest und wurde Gesamtachter.
2022 wechselte der Katalane zum Aspar Team und feierte seinen Durchbruch. Er begann die Saison fulminant mit drei Siegen, nach eigenen Rennen ohne Punkte verpasste er den Titel jedoch knapp gegen den Italiener Guido Pini.
2023 wechselte Esteban in die JuniorGP-Kategorie, verblieb allerdings bei Aspar. Da der Österreicher Jakob Rosenthaler seine ursprüngliche Startnummer, die 78, besetzte, musste Esteban für eine Saison zur Nummer 7 wechseln. Seine Teamkollegen waren der Australier Jacob Roulstone und der Italiener Nicola Carraro. Mit zwei Siegen wurde er Gesamtvierter.
2024 steigt Esteban in die Moto3-Weltmeisterschaft auf und verbleibt bei Aspar an der Seite des Kolumbianers David Alonso. Bei seinem Debüt, dem Großen Preis von Katar, fuhr der Katalane als Elfter auf Anhieb Punkte ein.

## Statistik

### In der Motorrad-Weltmeisterschaft
(Stand: Großer Preis von Tschechien, 20. Juli 2025)
| Saison | Klasse | Team               | Motorrad | Rennen | Siege | Zweiter | Dritter | Poles | Schn. Runden | Punkte | Ergebnis |
| ------ | ------ | ------------------ | -------- | ------ | ----- | ------- | ------- | ----- | ------------ | ------ | -------- |
| 2024   | Moto3  | CFMoto Aspar Team  | CFMoto   | 19     | –     | –       | –       | –     | 1            | 45     | 17.      |
| 2025   | Moto3  | Red Bull KTM Tech3 | KTM      | 2      | –     | –       | –       | –     | –            | 7      | 26.      |
| 2025   | Moto3  | CFMoto Aspar Team  | KTM      | 2      | –     | –       | –       | –     | –            | 7      | 26.      |
| 2025   | Moto3  | Leopard Racing     | Honda    | 1      | –     | –       | –       | –     | –            | 7      | 26.      |
| Gesamt | Gesamt | Gesamt             | Gesamt   | 24     | 0     | 0       | 0       | 0     | 1            | 52     |          |

Einzelergebnisse
| Saison | 1        | 2           | 3         | 4       | 5          | 6          | 7                      | 8           | 9           | 10                     | 11          | 12         | 13         | 14             | 15         | 16         | 17         | 18         | 19         | 20       | 21       | 22       |
| ------ | -------- | ----------- | --------- | ------- | ---------- | ---------- | ---------------------- | ----------- | ----------- | ---------------------- | ----------- | ---------- | ---------- | -------------- | ---------- | ---------- | ---------- | ---------- | ---------- | -------- | -------- | -------- |
| 2024   | Katar    | Portugal    | USA-Texas | Spanien | Frankreich | Katalonien | Italien                | Niederlande | Deutschland | Vereinigtes Konigreich | Osterreich  | Aragonien  | San Marino | Emilia-Romagna | Indonesien | Japan      | Australien | Thailand   | Malaysia   | \|\|     |          |          |
| 2024   | 11       | 8           | 9         | DNF     | 4          | 14         | 18                     | 15          | 14          | 13                     | 25          | 15         | 22         | 20             | 14         | 15         | 16         | DNF        | DNF        |          |          |          |
| 2025   | Thailand | Argentinien | USA-Texas | Katar   | Spanien    | Frankreich | Vereinigtes Konigreich | Aragonien   | Italien     | Niederlande            | Deutschland | Tschechien | Osterreich | Ungarn         | Katalonien | San Marino | Japan      | Indonesien | Australien | Malaysia | Portugal | Valencia |
| 2025   | 9        | 16          |           | DNF     | DNF        |            | DNF                    |             |             |                        |             |            |            |                |            |            |            |            |            |          |          |          |

| Legende  | Legende            | Legende                                                          |
| Farbe    | Abkürzung          | Bedeutung                                                        |
| -------- | ------------------ | ---------------------------------------------------------------- |
| Gold     | –                  | Sieg                                                             |
| Silber   | –                  | 2. Platz                                                         |
| Bronze   | –                  | 3. Platz                                                         |
| Grün     | –                  | Platzierung in den Punkten                                       |
| Blau     | –                  | Klassifiziert außerhalb der Punkteränge                          |
| Violett  | DNF                | Rennen nicht beendet (did not finish)                            |
| Violett  | NC                 | nicht klassifiziert (not classified)                             |
| Rot      | DNQ                | nicht qualifiziert (did not qualify)                             |
| Rot      | DNPQ               | in Vorqualifikation gescheitert (did not pre-qualify)            |
| Schwarz  | DSQ                | disqualifiziert (disqualified)                                   |
| Weiß     | DNS                | nicht am Start (did not start)                                   |
| Weiß     | WD                 | zurückgezogen (withdrawn)                                        |
| Hellblau | PO                 | nur am Training teilgenommen (practiced only)                    |
| Hellblau | TD                 | Freitags-Testfahrer (test driver)                                |
| ohne     | DNP                | nicht am Training teilgenommen (did not practice)                |
| ohne     | INJ                | verletzt oder krank (injured)                                    |
| ohne     | EX                 | ausgeschlossen (excluded)                                        |
| ohne     | DNA                | nicht erschienen (did not arrive)                                |
| ohne     | C                  | Rennen abgesagt (cancelled)                                      |
| ohne     | keine WM-Teilnahme |                                                                  |
| sonstige | P/fett             | Pole-Position                                                    |
| sonstige | 1/2/3/4/5/6/7/8    | Punktplatzierung im Sprint-/Qualifikationsrennen                 |
| sonstige | SR/kursiv          | Schnellste Rennrunde                                             |
| sonstige | *                  | nicht im Ziel, aufgrund der zurückgelegten Distanz aber gewertet |
| sonstige | ()                 | Streichresultate                                                 |
| sonstige | unterstrichen      | Führender in der Gesamtwertung                                   |